# (4677) Hiroshi
(4677) Hiroshi ist ein Asteroid des Hauptgürtels, der am 26. September 1990 von den japanischen Amateurastronomen Atsushi Takahashi und Kazurō Watanabe am Kitami-Observatorium (IAU-Code 400) in der Präfektur Hokkaidō entdeckt wurde.
Der Asteroid wurde nach dem japanischen Astronomen Hiroshi Kaneda (* 1953) benannt, der zusammen mit seinem Kollegen Seiji Ueda mehr als 700 Asteroiden entdeckte.